# Eurydice lusitanica
Eurydice lusitanica là một loài chân đều trong họ Cirolanidae. Loài này được Jones & Pierpoint miêu tả khoa học năm 1997.